# Луфар
Луфар, або луфар-танцівниця (Pomatomus saltatrix) — морська зграйна риба ряду окунеподібних. Єдиний представник роду луфар (Pomatomus) і родини луфаревих (Pomatomidae).
Зазвичай тримається на поверхні. Тіло довжиною до 1 метра, стиснене з боків, жива маса до 15 кілограм. Нерест навесні, ікра пелагічна, плодючість до 1 млн ікринок. Хижак, живиться рибами. Зустрічається у Атлантичному та Індійському океанах, також поширений у тропічних і помірних морях, в Україні — у Чорному і Азовському морях. Здійснює значні сезонні міграції. М'ясо луфаря смачне, завдяки чому він є цінним об'єктом промислу та марикультури.

## Систематика
Луфар — єдиний живий вид родини луфаревих (Pomatomidae). Колись разом з ними включалися і скомбропси, але тепер їх згрупували в окрему монотипічну родину Scombropidae. Одним із вимерлих родичів луфаря був Lophar miocaenus із пізнього міоцену, скам'янілості якого знайдено у Південній Каліфорнії.

## Розповсюдження

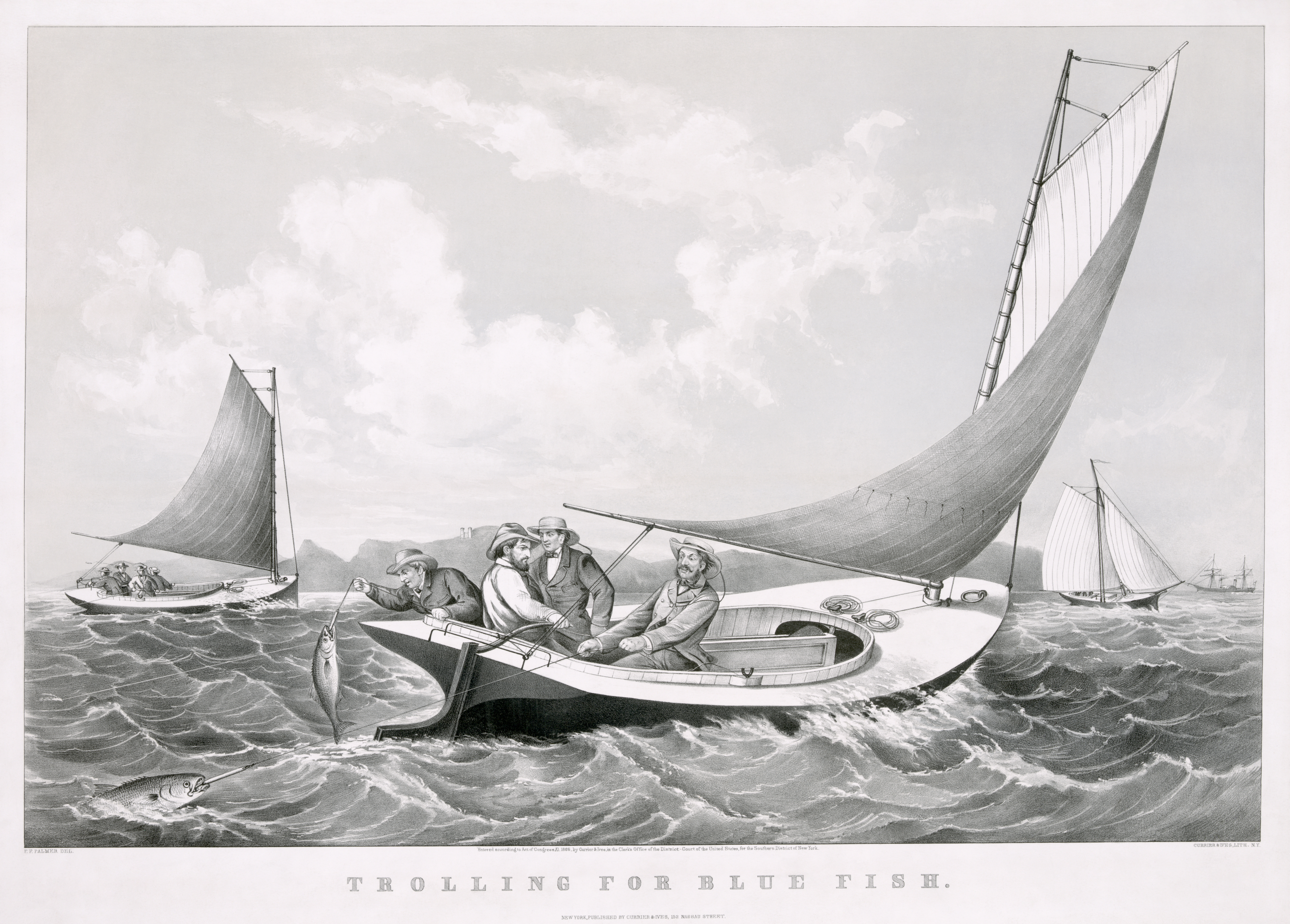
Тролінґ на луфара, літографія Currier & Ives, 1866 р.

Луфар широко поширений у світі в тропічних і субтропічних водах. Вони зустрічаються в пелагічних водах більшою частиною континентальних шельфів уздовж сходу Америк (але не між півднем Флориди і північною частиною Південної Америки), Африки, Середземного і Чорного морів (а під час міграції і між ними), Південно-Східної Азії та Австралії. Вони зустрічаються в різних прибережних областях: над континентальним шельфом, в бурхливих прибережних водах, використовуваних для серфінґу, або коло скелястих мисів. Вони також заходять в гирла річок і населяють солонуваті води. Час від часом вони залишають береги та кочують зграями відкритим морем.
Вздовж східного узбережжя США луфар зимою зустрічається біля берегів Флориди. У квітні вони звідти пропадають, прямуючи на північ. У червні їх можна знайти у Массачусетса; у роки високої чисельності відсталих рибин знаходять на півночі аж до Нової Шотландії. У жовтні вони полишають води на північ від Нью-Йорка, прямуючи на південь (тоді як деякі луфарі, можливо, менш кочові, мешкають в Мексиканській затоці протягом усього року). В цілому схожим чином економічно значуща для вилову популяція, яка нереститься в Чорному морі, мігрує на південь через Стамбул (Босфор, Мармурове море, Дарданелли й Егейське море послідовно) і восени за холодної пори — до середземноморського узбережжя Туреччини. Вздовж південноафриканського узбережжя та околиць моделі руху приблизно паралельні.

## Життєвий цикл
Дорослі луфарі зазвичай мають довжину від 20 до 60 см, а найбільший зареєстрований розмір складав 120 см і 14 кг. Вони розмножуються навесні та влітку і можуть прожити до 9 років. Мальки луфаря вливаються у зоопланктон і значною мірою залежить від течій. Луфар, що віднерестився, був виявлений коло східно-центральної Флориди, мігруючи на північ. Як і більшість морських риб, його нерестові звички є маловідомими. У західній частині Північної Атлантики зустрічаються щонайменше дві популяції, розділені мисом Гаттерас у Північній Кароліні. Гольфстрим може переносити мальків, що нерестяться, на південь від мису Гаттерас, на північ, а морські вири можуть розкручуватися, забираючи їх у популяції, що мешкають біля берегів Середньої Атлантики та штатів Нової Англії.

## Особливості харчування

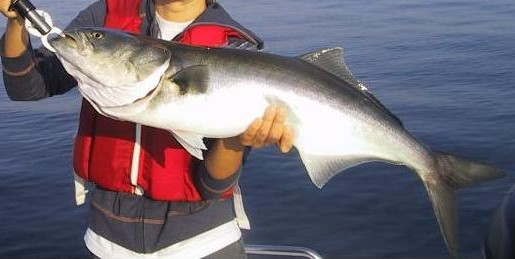
Велика особина луфаря

Дорослі луфарі сильні й агресивні, живуть розрізненими зграями. Це швидкі плавці, які полюють на косяки кормової риби і продовжують нападати на них у шаленій годівлі навіть після того, як вони наїлися досхочу. Залежно від району і сезону вони воліють менхаден і інших оселедцевих (Clupeidae), скумбрієвих (Scombridae), горбаневих (Sciaenidae), помадазієвих (Haemulidae), анчоусових (Engraulidae), креветок і кальмарів. Вони канібали і можуть знищити своїх дитинчат. Луфар іноді переслідує жертву через область прибою, нападаючи на косяки на мілководді, збиваючи воду, як центрифуга. Таку поведінку іноді називають «нальотом луфаря».
Своєю чергою, на луфаря полюють великі хижаки на усіх щаблях їхнього життєвого циклу. Молодими вони стають жертвами різних океанічних хижаків, як-то смугастого окуня, доросліших луфарей, параліхтів, королівського горбаня, тунця, акул, скатів і дельфінів. У дорослому віці луфаря ловлять тунець, акули, морський окунь, тюлені, морські леви, дельфіни, морські свині та багато інших видів.
Луфар агресивний і, як відомо, завдає рибалкам сильних укусів. Перехід вбрід або плавання серед косяків луфаря може бути небезпечним. У липні 2006 року семирічна дівчинка зазнала нападу, ймовірно, луфарем на пляжі неподалік іспанського міста Аліканте. У Нью-Джерсі великі зграї, що годуються на пляжі, дуже поширені, проте рятувальники повідомляють, що жодного разу за їхню кар'єру не бачили, як луфар кусає купальників[джерело?].

## Паразити

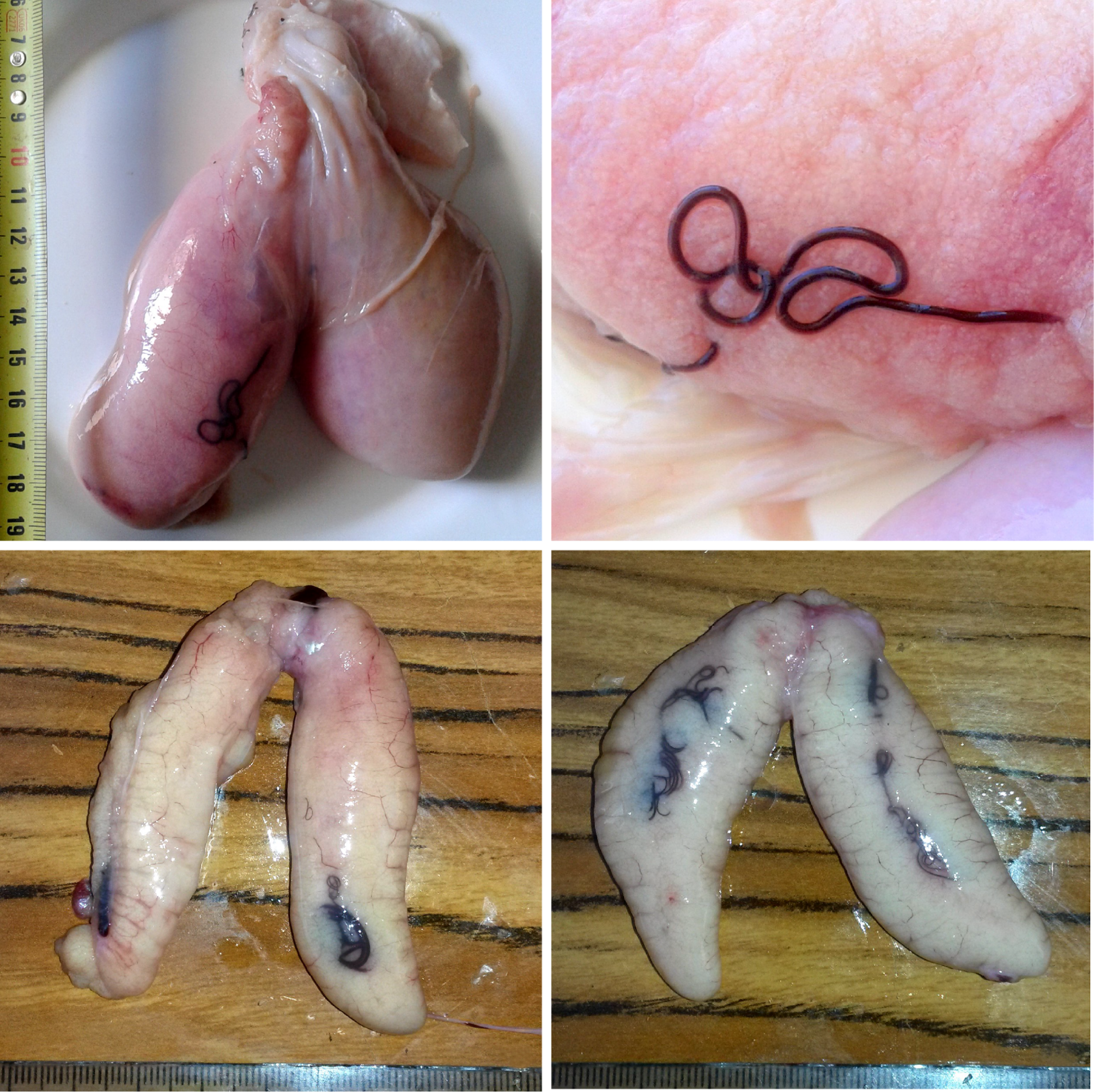
Яєчник луфаря з видимими самицями нематоди Philometra

Як і інші риби, луфар потерпає від низки паразитів. Одним з паразитів є Philometra saltatrix, філометридна нематода у яєчниках.

## Вилов

### Любительське рибальство
В Австралії луфаря, званого «кравцем», ловлять на західному узбережжі від Ексмута до Олбані, причому найплідніші райони рибальства знаходяться в біорегіоні західного узбережжя.
Світовий рекорд рибалки за версією IGFA для луфаря становить 31 фунт 12 унцій (14,4 кг), виловлений Джеймсом Гассі неподалік Гаттераса, Північна Кароліна.
В Україні вилов луфаря заборонено.

### Промислове рибальство
У США луфаря виловлюють в основному для любительського рибальства, але важливі комерційні промисли також існують у помірних і субтропічних водах. Чисельність популяції луфаря, зазвичай, циклічна, причому чисельність широко різниться протягом 10 років і більше.

### Нагляд
Луфар є досить поширеною у світі рибою задля спортивного і харчового вилову. Управління рибальством загалом усталило її популяцію. У середньоатлантичному регіоні США наприкінці 1990-х років луфар зазнавала надмірного вилову, але до 2007 року ретельний нагляд відновив запаси. В деяких місцях зусилля щодо підвищення обізнаності громадськості, такі як фестивалі луфаря, у поєднанні з обмеженнями на вилов можуть позитивно вплинути на зниження навантаження на регіональні запаси.

## В кулінарії
Луфаря можна запікати та варити, або коптити. Дрібних особин зазвичай смажать, тому що вони не дуже жирні.
Через свою жирність луфар швидко прогоркає, тому, як правило, його не знайти далеко від місць його промислу, але там, де він доступний, він переважно коштує недорого. Його слід зберігати в холодильнику та вживати незабаром після покупки; деякі рецепти вимагають витримування його в оцті та вині перед приготуванням, як при готуванні ескабече. Так само луфар багатий омега-3 ненасиченими жирними кислотами, а також ртуттю і поліхлорованими дифенілами, маючи високий рівень ртуті в середньому близько 0,4 частин на мільйон, що можна порівняти з довгоперим тунцем або іспанською скумбрією. Так, Управління з продовольства і медикаментів США радить маленьким дітям і жінкам репродуктивного віку вживати не більше однієї порції на тиждень (розмір порції становить близько 115 грам у сирому вигляді для дорослого, 60 грам для дітей віком 4–7 років, 85 грам для дітей віком 8–10 років та 115 грам для дітей віком 11 років і старше).